# 开拓精神号
开创精神号(Pioneering Spirit)，之前被称为彼得·舍尔特号(Pieter Schelte),是世界上已建的最大的工程船，用于起重机的安装、大型油气平台的拆除以及体大型管道的安装。
该船由瑞士全海公司设计，长382米，宽124米，由位于韩国的大宇造船海洋株式会社于2016年8月开始进行海上作业。
2017年4月，在布伦特三角平台上，开拓精神号正式服役，这标志着世界上最重的船已开始进行海上升降作业。
2017年6月，开拓精神号开始铺设位于黑海由荷兰到土耳其的长930公里的双向运输管道。
全海公司一直致力于建立一个更大设计的版本，预计与2022年完成设计。

## 发展历史
全海公司初次宣布设计一个海上平台是在1987年。最初的计划是搭建两个刚性连接，合体成为超级油轮，从而作为安装平台。早期的设计是通过压力装载系统和主动运动补偿系统来控制传递整个平台结构。全海公司在后来想到使用钢套来进行安装，这样可以提升辅助管的铺设能力。
在2004年，全海公司改变了设计，放弃了由两个现有油轮的转换到一个新的建造船体的想法。这个决定是因为缺乏合适的船体进行搭建，此外这样还可降低成本，并保障船体的动力定位。因此虽然设计内部仍有U形槽，但其本身已不再属于双体船。
在最初想法的二十年后，2007年全海公司宣布建立彼得·舍尔特号，一个全新的双平台安装与拆卸一体的铺管船。  船体以海洋先驱Pieter Schelte（全海公司的所有者和创始人Edward Heerema的父亲）命名，并为船体设计了一个举重系统，可用于向平台上部举起48,000吨的物体，还在其船尾提升系统用于举起25,000吨的钢材。该设计也包括铺管设备，可处理水深超过4000米（13,100英尺）直径为6 - 68英寸的管道。
在2007至2008年之间，全海公司预订了一些机械设备，包括发电机和推进器，以及可用于升降钢材的高级系统。 然而，由于受到全球金融危机的影响，造船合同与资金获取稍微受到一些限制，进度被有所推迟。芬兰工程公司于2009年再次开展这一复杂工程。而全海公司于2010年6月才与韩国大宇造船海洋有限公司正式签署施工合同。
在建造中段，全海公司决定为增加平台之间的间隙将船边界距离扩大6.75米。整体宽度由117米增加到124米，缝隙宽度由52米提高到59米。船只于2014年11月离开大宇造船厂抵达位于鹿特丹的马斯夫拉克特2号港，于2015年1月8日正式完成调试。2016年8月6日，船体离开鹿特丹。

## 规格
开拓精神号是世界上最大的船体，其总吨数达到了403,342公吨，长度为123.75米，理论最大排水量达到了1,000,000吨。

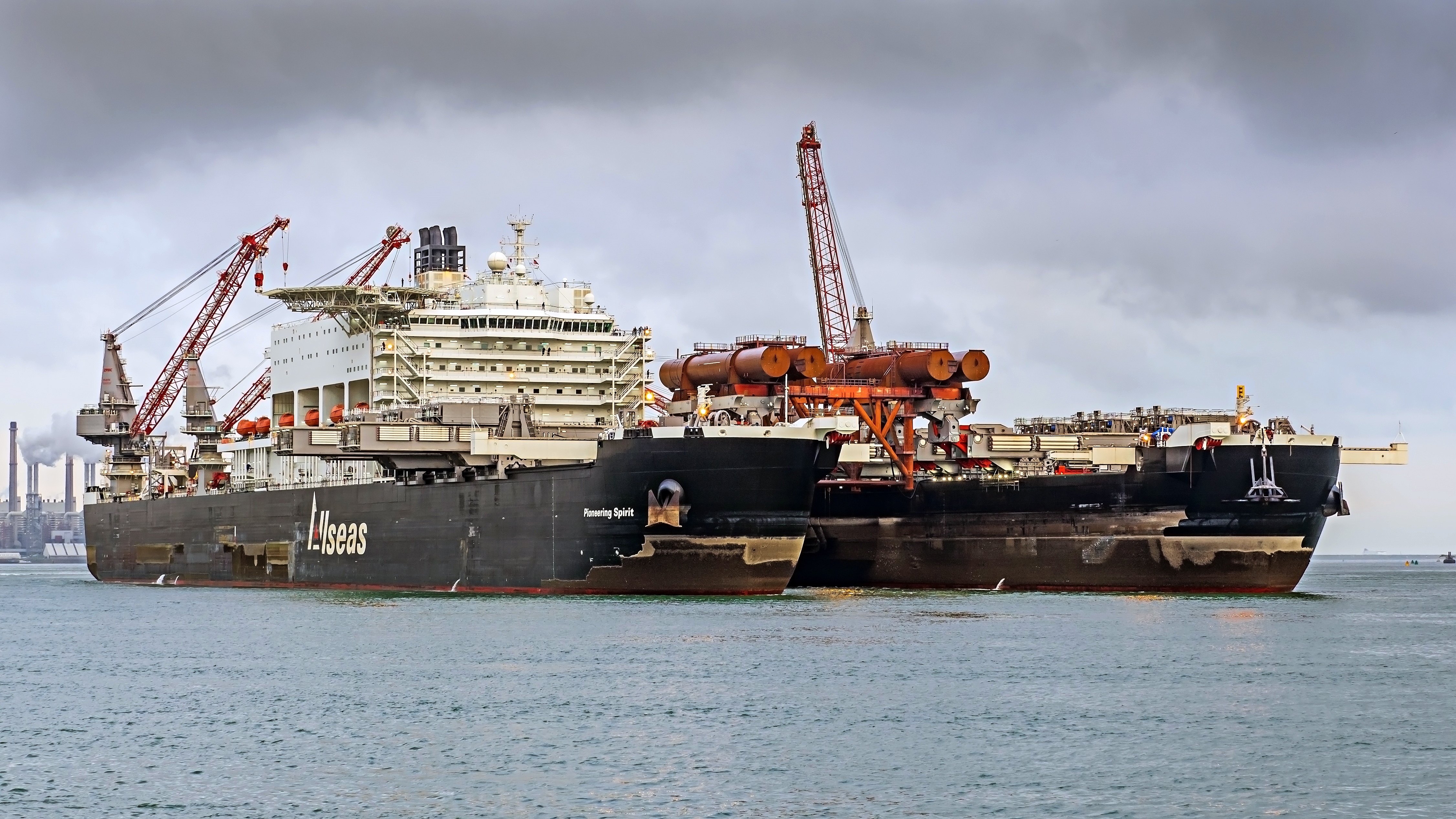
船体于2016年8月运载重约5,500吨的的测试平台

最大装载量为48,000吨（横向47,000吨；纵向53,000吨），船体依靠半潜式钻井平台实现顶部提升能力。为了去除顶部设施，达到预期的有效载荷，船体形成的弓形的槽口。 插槽长122米×59米（400英尺×194英尺）（长×宽）。达到有效载荷后，船体将负载压降低，并且用两组共八个（每组一套）涡轮进行可伸缩运动，这样可在有效载荷下提升横梁滑动的范围。在负载安全时，船体即可卸下镇流器，在水中升起进行有效载荷工作。
可成功完成安装或拆卸钢质护套任务的两个可倾斜升降横梁约重达25,000吨（横向25,000吨；纵向28,000吨），位于船尾。由Huisman所建造的重达5,000吨（横向4,900吨，纵向5,500吨）的特殊用途起重机计划将于2018年下半年正式交付施工。新的起重机将可用于完成额外的升降任务，用于顶层和上部安装，如打桩处的处理以及桥梁安装。

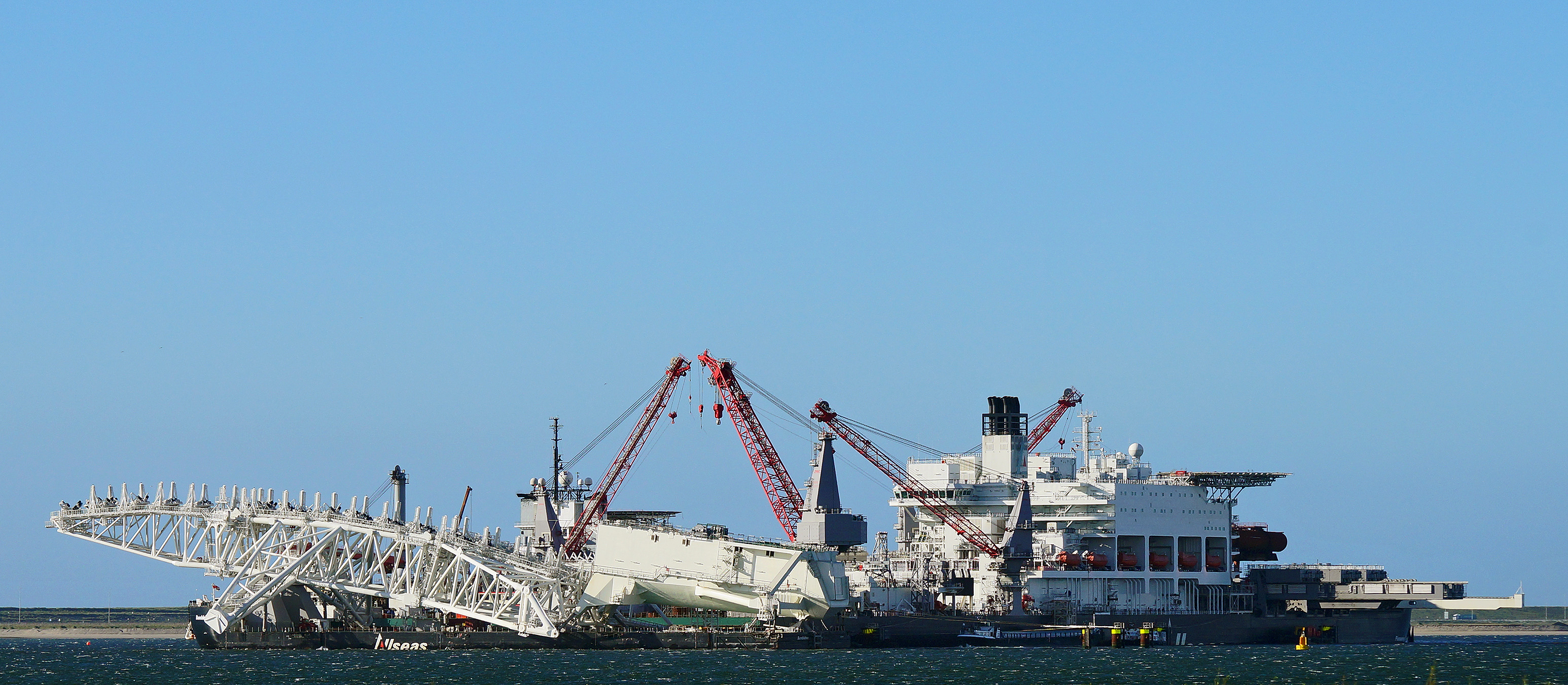
左侧为挂钩，中间是STF框架，背景右面为开拓精神号

当配备挂钩时，开拓精神号可用于铺设管道。管段与船体上部焊接在一起，并将挂钩置入水中。挂钩可将弯曲的引导管道导到海洋的底部。挂钩本身重达4,200吨，长150米（490英尺），宽65米（213英尺）。挂钩可与过渡框架（STF）相连，挂钩的过渡框架可作为挂钩和船体之间的联系的接口；框架可在连接到船上时安装在船头的钩槽中。过渡框架本身重量超过1,600吨。
该船装备8台20缸（20V32 / 44CR）功率为11,200千瓦的涡轮增压柴油发电机，总装机功率为95兆瓦，驱动12台罗尔斯罗伊斯方位推进器进行动态定位与推进。船的最高速度是14节，共能容纳双571人。

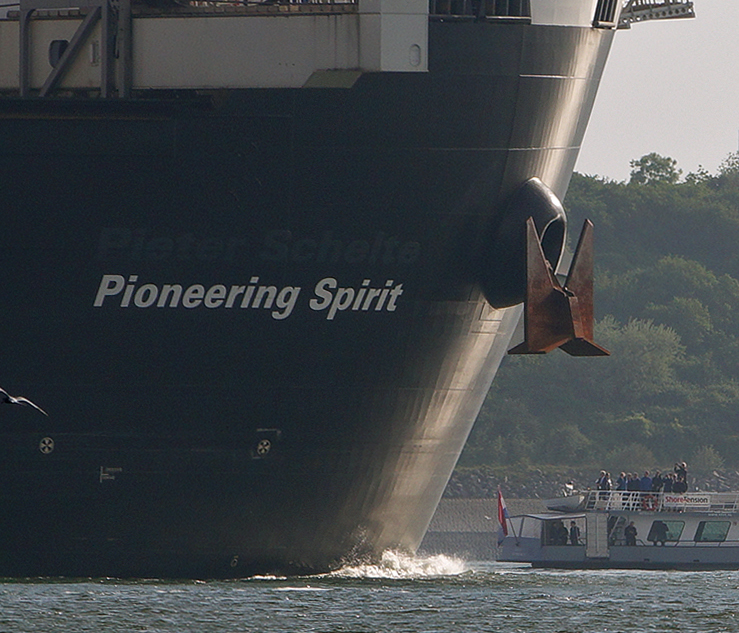
船头的近照，新名称Pioneering Spirit掩盖了之前的名称Pieter Schelte

## 命名争议
该船最初命名为彼得·舍尔特号(Pieter Schelte)，名字来源是工程师彼得·舍尔特·赫尔马，全海公司拥有者爱德华·赫尔马的父亲，但在2015年2月9日，全海公司宣布该船将改名为开拓精神号。
主要原因是在1943年8月左右， 第二次世界大战期间彼得·舍尔特·赫尔马曾在武装党卫队服役。之后彼得·舍尔特·赫尔马失踪并加入了荷兰抵抗运动。根据荷兰国家战争文献研究所的资料，在战争结束后，他被逮捕并被判入狱三年，原因是其与荷兰公司有关联，而这家公司涉嫌雇佣奴隶工人参加纳粹战争。但在一年半后法院释放了他，由于他在1943年8月至1944年3月期间为国家提供了非常重要的支持。